# Pou del Mas del Pou del Gel
El Pou del Mas del Pou del Gel és una obra de Vilaplana (Baix Camp) protegida com a Bé Cultural d'Interès Local.

## Descripció
Es troba molt a prop de l'enrunat Mas del Pou, cap a l'Est. És una estructura cilíndrica i revestit de pedra seca. N'ha desaparegut la cúpula. Unes pedres que sobresurten al capdamunt de la paret devien ésser el suport de les arcades que la sostenien. Els arcs eren de totxanes.
Diàmetre estimat: 8 metres. Profunditat: 6,5 metres, al fons hi ha terra acumulada, el gruix de la qual s'ignora. Hi creixen els saüquers. Gairebé al fons actual hi ha un forat, encarat en una rasa que baixa dels Motllats. Pot ser era un desguàs. No es veu on devia ésser la galeria horitzontal d'entrada.

## Història
En parla una promesa de transport del 07/07/1720. També en parla un contracte d'arrendament entre l'ajuntament de Reus i Miquel Macip, de Prades, del 15/05/1775. Interpretem que aquest pou era propietat de la universitat de Prades.
Sembla que cap el 1850 encara s'hi empouava.